# Alexander Campbell (politikus)
Alexander Campbell (Frederick megye, 1779 – Ohio, 1857. november 5.) az Amerikai Egyesült Államok szenátora.